# Псур
Псур (рос. Псурь) — присілок в Дятьковському районі Брянської області Російської Федерації.
Населення становить 108 осіб. Входить до складу муніципального утворення Дятьковське міське поселення.

## Історія
Від 2005 року входить до складу муніципального утворення Дятьковське міське поселення.

## Населення
| 2010 | 2013 |
| ---- | ---- |
| 92   | ↗108 |